# 科尔号驱逐舰 (DDG-67)

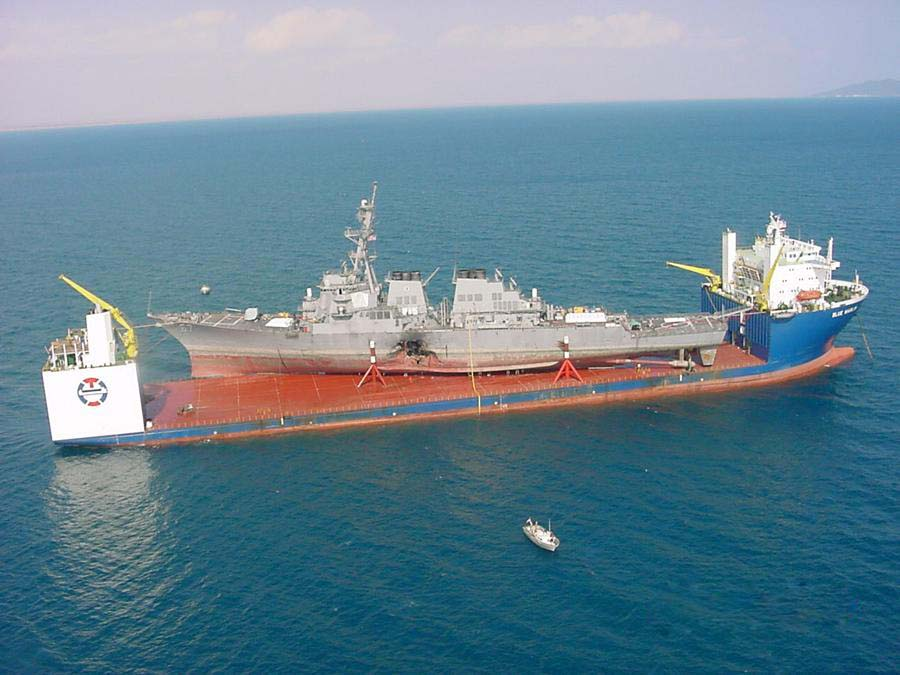
装载在半潜式运输船藍馬林魚號（MV Blue Marlin）上、受损的科尔号驱逐舰

科尔号飛彈驱逐舰（USS Cole DDG-67）是美国海军阿利·伯克级驱逐舰的第十七艘，以二戰期間硫磺島戰役時陣亡的海军陆战队中士达雷尔·科尔（Darrell S. Cole）命名。DDG-67是美國海軍第二艘以「科爾」為名的驅逐艦，但其與活躍於一戰至二戰期間的同名軍艦是取名自不同的人物。
科尔号驱逐舰于1994年2月28日在密西西比州帕斯卡古拉的英戈尔斯造船厂安放龙骨，1995年2月10日下水，1996年6月8日服役，母港为弗吉尼亚州诺福克海军基地。
2000年10月12日，美国海军“科尔”号在拖船牵引下进入也门南部亚丁港补充燃料，两名基地组织男子乘坐一艘装载烈性炸药的小艇，靠近这艘导弹驱逐舰并引爆炸药。“科尔”号被炸出一个大洞，舰身嚴重受损。船上17名水兵死亡，39伤。两名基地组织袭击者当场毙命。科尔号装载在半潜式运输船藍馬林魚號運回美國修理，直到2002年4月19日才完成修復，啟程返回母港歸隊。
2019年1月1日，策划袭击科尔号的主谋贾迈勒·巴达维在也门被美军炸死。